# بخش‌های دپارتمان اوت-پیرنه
بخش‌های دپارتمان اوت-پیرنه (انگلیسی: Arrondissements of the Hautes-Pyrénées department) شامل 3 بخش به شرح زیر است:
1. ارژلس-گزوست با ۸۷ کمون (فرانسه) و جمعیت ۳۹ هزار نفر در سال ۲۰۱۳ می‌باشد.
2. بخش بنییر-دو-بیژور با ۱۷۱ کمون (فرانسه) و جمعیت ۴۶ هزار نفر در سال ۲۰۱۳ می‌باشد.
3. بخش تربس با ۲۱۲ کمون (فرانسه) و جمعیت ۱۴۳ هزار نفر در سال ۲۰۱۳ می‌باشد.